# Hamataliwa sagitta
Espèce
Hamataliwa sagitta est une espèce d'araignées aranéomorphes de la famille des Oxyopidae.

## Distribution
Cette espèce est endémique du Kerala en Inde,. Elle se rencontre dans le district de Trichur vers Vazhani.

## Description
La femelle holotype mesure 3,50 mm.

## Systématique et taxinomie
Cette espèce a été décrite par Amulya, Sebastian et Sudhikumar en 2024.

## Publication originale
- Amulya, Sebastian & Sudhikumar, 2024 : « Description of new species of genus Hamataliwa (Araneae, Oxyopidae) from India. » Travaux du Muséum National d'Histoire Naturelle Grigore Antipa, vol. 67, no 2, p. 235-241.